# Deinypena bipunctata
Deinypena bipunctata là một loài bướm đêm trong họ Noctuidae.